# Macromoleculă

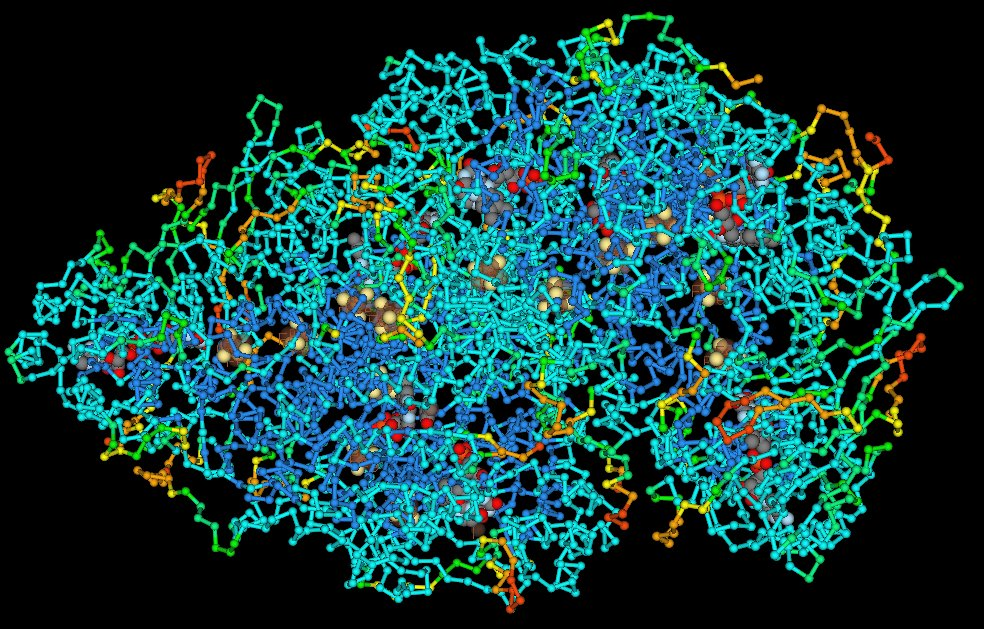
Ilustraţie reprezentând o macromoleculă de peptidă

O macromoleculă este o moleculă alcătuită dintr-un număr foarte mare de atomi, de obicei obținută prin polimerizarea unor molecule mai mici. Cele mai răspândite macromolecule cu rol biochimic sunt biopolimerii (acizii nucleici, proteinele, glucidele și polifenolii) și macromoleculele care nu sunt polimeri (cum ar fi lipidele). De asemenea, există și macromolecule sintetice, precum materialele plastice și fibrele sintetice, dar și materialele experimentale, precum nanotuburile de carbon.